# 激进事业

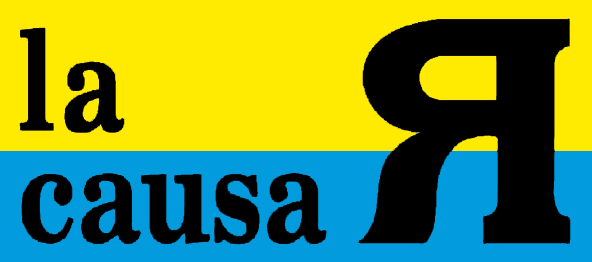
激进事业标志

激进事业（西班牙語：La Causa Radical，缩写为LCR），风格化作Я事业（La Causa Я），是委内瑞拉的一个小型左翼政党，奉行民主社会主义。1971年1月19日，委内瑞拉共产党发生分裂，以中央组织书记庞佩约·马克斯、中央委员阿尔弗雷多·马内罗等人另建争取社会主义运动。数月后，因意见分歧，马内罗等人开始单独活动，并于1973年5月建立“激进事业”党。该党的实力在1990年代初期达到巅峰，在1993年委内瑞拉总统选举中一度几乎胜出。1997年，该党发生分裂，支持乌戈·查韦斯的成员另建“大家的祖国”党。目前，该党的实力已大不如前，但在其大本营圭亚纳地区仍保有一定影响力。该党是反对总统尼古拉斯·马杜罗的反对派联盟民主统一纲领的成员。